# 美國播棋
美國播棋（Kalah、Kalaha），是美國人William Julius Champion Jr在1940年推出的播棋變體，以商業產品推出，常見於線上遊戲，台灣Java線上遊戲俗稱寶石棋、魔石蝸牛、撿金豆，玩法如馬來播棋的簡化版。

## 棋具
- 長方形棋盤，分為兩列各六棋洞，兩方玩家各分一列。左右側再挖兩大洞，作為取得棋子的計分洞，其歸屬為該玩家的右側大洞，分配棋子也要經過己方的計分洞。

- 初始佈置時，每洞通常有四顆棋子。

## 規則
- 雙方輪流從己方一個棋洞取出該洞的所有棋子，以逆時針方向分配到其他洞中，一洞分配一顆，直到分配完。分配棋子也要經過己方的計分洞，但不經過對方計分洞。當最後分配的一顆棋子落在己方計分洞時，該玩家必須選擇任一己方小洞中再進行分配動作。當最後分配的一顆棋子落在己方原本無棋子的小洞裡時，並且對方正對面洞剛好有棋子時，此兩條件都符合的話，就將分配的最後一顆棋子與正對面的棋子都放入己方計分洞。

- 當一方獲得25分或無法行棋時遊戲結束。剩餘棋子歸給另一方計分，得分較多的一方獲勝[2]。

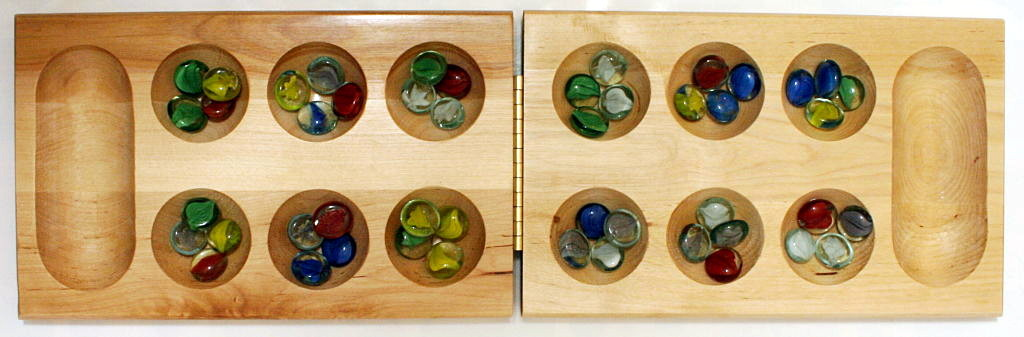
寶石棋是播棋的現代化、商品化版本。棋盤有兩大凹槽作計分洞，及十二個小坑洞，小洞內均有三至四粒七彩的石頭組成。而寶石棋即由此石頭而得名。

## 外部連結
- 線上遊戲
- 線上遊戲 （页面存档备份，存于）